# Japanagromyza elaeagni
Japanagromyza elaeagni este o specie de muște din genul Japanagromyza, familia Agromyzidae, descrisă de Mitsuhiro Sasakawa în anul 1954. Conform Catalogue of Life specia Japanagromyza elaeagni nu are subspecii cunoscute.